# Lobocleta refractaria
Lobocleta refractaria là một loài bướm đêm trong họ Geometridae.